# 洛克人極巨世界
《洛克人極巨世界》（又译作）是日本卡普空公司於1994年10月21日發售的動作遊戲合輯，對應SEGA遊戲機Mega Drive。合集收錄洛克人元祖系列前三款遊戲《洛克人》、《洛克人2》及《洛克人3》的重製作品。重製版的關卡內容與原版大同小異，但遊戲畫面大幅提升，將原本紅白機（8-bit）版的畫面及音樂重製成Mega Drive（16-bit）版的畫面。當玩家成功將1－3代破關後，會出現本作的全新原創關卡——威利塔（Wily Tower），當中包含3個新的頭目以及威利塔內4個新關卡。每一關都可以任選8種洛克人1～3代拿過的特殊武器來使用，還可以任選3種洛克人1至3代中的輔助道具來使用，為洛克人元祖系列當中最突破的設定。

## 角色

### 主要角色
- 洛克人（ロックマン╱ Rockman）

原本是家用的清潔機器人，因為看到威利博士作亂，所以要求萊特博士將自己改造成戰鬥機器人。
- 蘿露（ロール╱Roll）

當洛克成為戰鬥機器人之後，萊特博士用之替補打掃的工作，對洛克人來說就像是妹妹一樣。機器人中的一點紅，不只是深受萊特博士的機器人們所仰慕，連威利製造的部分機器人也是她的粉絲。
- 萊特博士（ライト博士╱Dr. Right）

被世人稱為「機器人工學之父」，和藹可親，厭惡戰爭，希望人類能與機器人和平相處。
- 威利博士（Dr.ワイリー╱Dr. Wily）

自稱「邪惡天才科學家」，詭計多端，雖與萊特博士的能力不相上下，卻不用在正途上。
於本作連續3次被擊敗後他派出了另外特別設立的精銳部隊創世軍團（Genesis Unit），並在新設立的威利塔作為反攻洛克人的大本營。
- 布魯斯（ブルース╱Blues）

於《洛克人3》首次登場，以破碎人的名字神秘出沒，出現前有專屬口哨聲。其實是製造洛克人之前，威利和萊特合力製造而成第一具智慧機器人，可能是洛克人的哥哥。編號是DRN.000。

### 主要頭目
《洛克人》、《洛克人2》及《洛克人3》三作的所有頭目設定皆與原作設定一樣，詳情可參閱相關條目。

### 創世軍團（Genesis Unit）
威利博士連續3次敗於洛克人手中後所派出的精銳部隊，由3部強大的機器人構成，每部機器人各有不同特性，堪稱是威利博士使盡最大的技術力所創造的軍團。
每部機器人的設計及命名參照了《西遊記》當中唐僧的3名弟子。字首編號為WWN。
- WWN.001 破壞神杖G（バスターロッドG╱Buster Rod G）

創世軍團的領袖，非常擅長武術。其據點位處山林之中。
武器為可伸長進行遠攻的長棍（原型為如意金箍棒），而且亦可高速轉動長棍檔住子彈。得意技為移動到另一邊時會製造分身擾亂洛克人。
於第1次被擊敗後撤退，並得到威利博士的改造下於威利塔重新挑戰洛克人。
設計原型取自孫悟空。
- WWN.002 巨大洪水S（メガウォーターG╱Mega Water S）

外型有如河童的兩棲機械人，為創世軍團當中的智者。其據點位處南洋島嶼海域的要塞。
武器為可發射箭矢的魚槍，得意技為製造水屏障防禦攻擊（功能類似《洛克人X》的強化版防護罩）。
設計原型取自沙悟淨。
- WWN.003 高超暴風H（ハイパーストームH╱Hyper Storm H）

體型巨大的機器人，似乎為威利博士製造過的所有機器人當中最大（比起《洛克人8》的冰霜人可能顯得更加巨大），亦因此體力量亦是其他機械人的兩倍，為洛克人元祖系列當中唯一一部體力量以兩條能量棒顯示的機器人。其據點位處洞穴內的秘密工廠。
雖然沒有武器，但可利用自身強大吸力將洛克人吸近自己，或者噴氣將洛克人推至牆壁的尖刺上，同時亦可噴出子彈攻擊洛克人。得意技為跳躍後因強大的衝擊力下將天花版上的頭盔怪震下來協助牽制洛克人。
設計原型取自豬八戒。

### 威利塔頭目
- 火焰巨蛇（Fire Snakey）

威利塔第一關的頭目，攻擊手段跟《洛克人3》當中蛇人關卡出現的巨蛇頭相似，不過其飛彈為火球，而且亦可躲藏於熔岩內並不停變換攻擊位置。
- 大鐵球（Iron Ball）

威利塔第二關的頭目，平常狀態下可於房間內不停跳躍撞擊，並在攻擊時發射兩道雙子星雷射器，唯攻擊時面部會露出，因而成為攻擊弱點。
當體力損失超過一半時會變出尖刺，而且會於撞擊時放出炸彈攻擊下方。
- 破壞神杖G（バスターロッドG╱Buster Rod G）

威利塔第三關的頭目，已被擊敗過1次的破壞神杖G因威利博士的改造下右手改為大炮，因而無法再使用長棍。
話雖如此，但似乎尚未習慣使用大炮，故此發炮速度及威力皆不及洛克人。
- 威利戰爭機器（Wily Machine Wars）

威利塔第四關的最終頭目，外表為儼如巨人的威利機器，共擁有三個型態。
第1型態為巨人的下半身，可將浮起的磚頭踢向洛克人。
第2型態為巨人的上半身，活動及攻擊方式有如拳擊一樣，但雙手為平台設計下，故此洛克人可踏於手部攻擊位置較高的頭部。
第3型態為巨人的頭部，可丟下計時炸彈攻擊洛克人。

## 外部連結
- 洛克人威利戰爭 （页面存档备份，存于） - SEGA官方網站